# 노랑눈썹솔새
노랑눈썹솔새(영어: Yellow-browed Warbler, 학명: Phylloscopus inornatus)는 참새목 솔새과에 속하는 새이다.

## 생김새
머리중앙선이 엷다. 눈앞의 눈썹선은 노란색, 눈 뒤는 흰색이다. 몸윗면이 녹회색이다. 날개에 황백색 날개선 2열이 뚜렷하게 보이고 셋째날개깃 가장자리가 폭 좁은 흰색이다. 큰날개덮깃 아래쪽이 진한 흑갈색이고 아랫부리 기부 색이 연한 부분의 폭이 넓다. 

## 서식지
러시아 북부 페초라강, 아나딜강과 오호츠크해 연안, 알타이 동북부, 몽골서북부, 바이칼, 우수리, 아무르 등에서 번식하고 인도 동북부, 인도차이나반도, 말레이반도, 중국 남부 등에서 월동한다. 주로 숲 가장자리 교목에서 생활한다.